# Юн Сон Бин
Юн Сон Бин (кор. 윤성빈; 23 мая 1994) — южнокорейский скелетонист, чемпион зимних Олимпийских игр 2018 года, двукратный призёр чемпионатов мира, обладатель Кубка мира 2017/18.

## Карьера

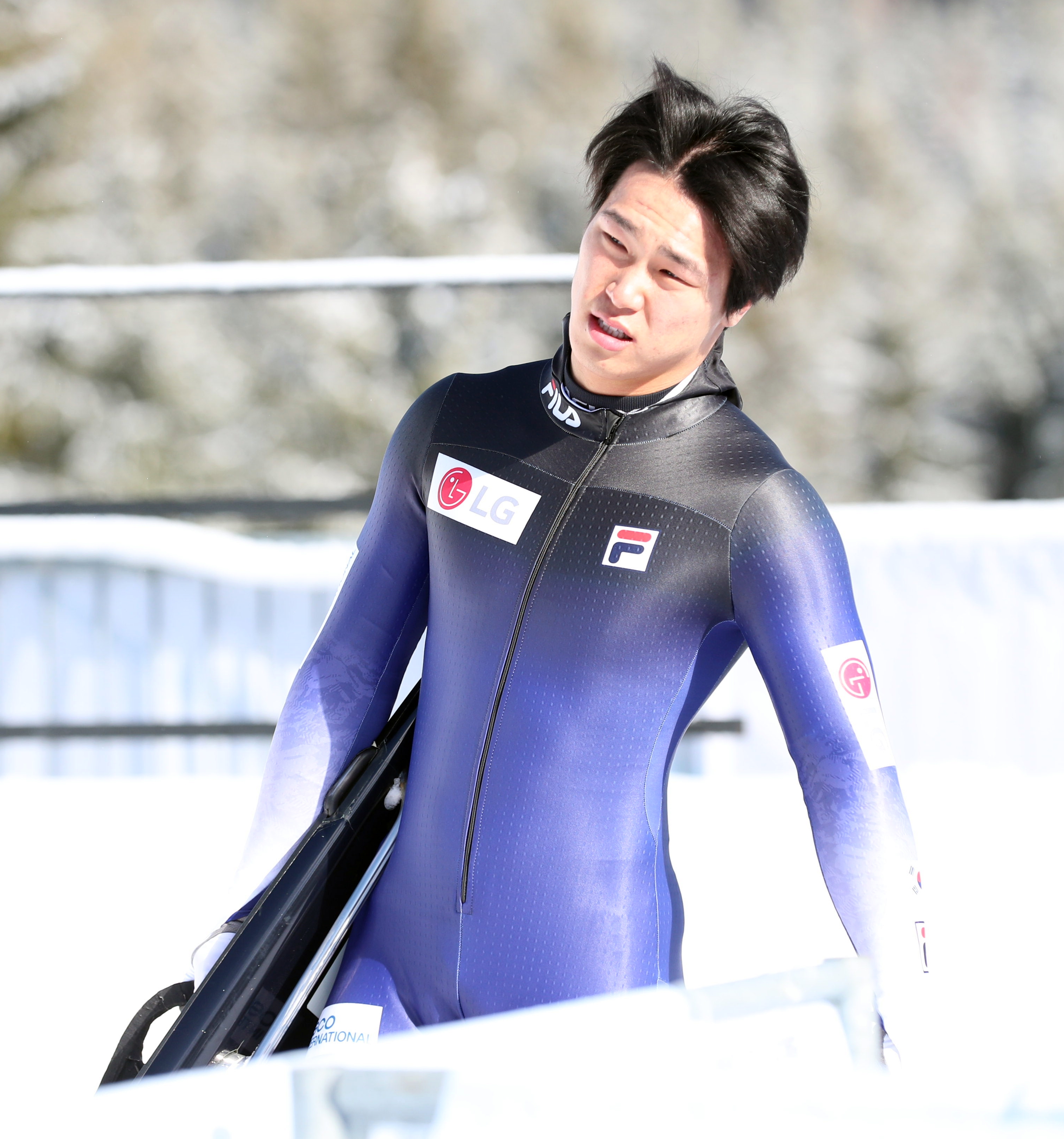
2020 год

В международных стартах под эгидой международной федерации бобслея и скелетона начал в 2012 году, первоначально выступая в стартах скелетонного Кубка Северной Америки. Лучшим результатом в дебютном сезоне для корейца стало пятое место на заключительном этапе в Лэйк-Плэсиде.
В олимпийском сезоне 2013/14 вновь не выступал на Кубке мира, сосредоточившись на интерконтинентальном кубке в рамках которого одержал первую победу в карьеры, выиграв этап на олимпийской трассе Уистлера. В феврале 2014 года впервые принял участие в Олимпийских играх. В своей лучшей попытке Юн Сон Бин показал девятое время, а по сумме четырёх спусков занял 16-е место, проиграв 5,28 олимпийскому чемпиону Александру Третьякову.
12 декабря 2014 года дебютировал на Кубке мира в Лэйк-Плэсиде. На тренировке перед этапом кореец показал второе время, но во время соревнований был дисквалифицирован. Спустя неделю после дебюта на трассе в Калгари впервые в карьере поднялся на подиум, заняв третье место позади братьев Мартинса и Томаса Дукурсов. На этапе в Санкт-Морице Юн Сон Бин был вторым, на последнем этапе в Сочи — вновь третьим. По итогам сезона он занял шестое место в общем зачёте. На чемпионате мира в Винтерберге занял восьмое место.
В сезоне 2015/16 после неудачного начала (12-е место в Альтенберге и 4-е в Винтерберге) кореец набрал хорошую форму и в оставшихся шести стартах непременно занимал места в тройке сильнейших. На этапе в Санкт-Морице, который прошёл в начале февраля 2016 года, Юн Сон Бин одержал победу, став первым представителем Южной Кореи, выигравшем этап скелетонного Кубка мира. После первого спуска он занимал третье место, но после прекрасной второй попытки смог опередить разделивших второе место братьев Дукурсом на 0,07, прервав таким образом беспроигрышную серию Мартинса, которая до того составляла шесть этапов. По итогам сезона кореец так и остался единственным спортсменом, опередившим Дукурса-младшего и заняв в общем зачёте второе место. Также вторым (и вновь за Мартинсом Дукурсом) кореец стал на чемпионате мира в Игльсе, разделив серебряную медаль с Александром Третьяковым и став первым южнокорейцем — призёром мирового первенства.
В Кубке мира 2017/18 на первых семи этапах одержал пять побед и дважды занимал второе место, выиграв общий зачёт Кубка мира.
15 и 16 февраля 2018 года на домашних Олимпийских играх в Пхёнчхане на трассе «Альпензия» 23-летний Юн Сон Бин выиграл все 4 заезда и стал олимпийским чемпионом. Серебряный призёр Никита Трегубов отстал на 1,63 сек.
8 марта 2019 года стал бронзовым призёром чемпионата мира в канадском Уистлере, проиграв Мартинсу Дукурсу и Никите Трегубову.
5 января 2020 года в немецком Винтерберге одержал 10-ю в карьере победу на этапах Кубка мира.